# Laura de Witte

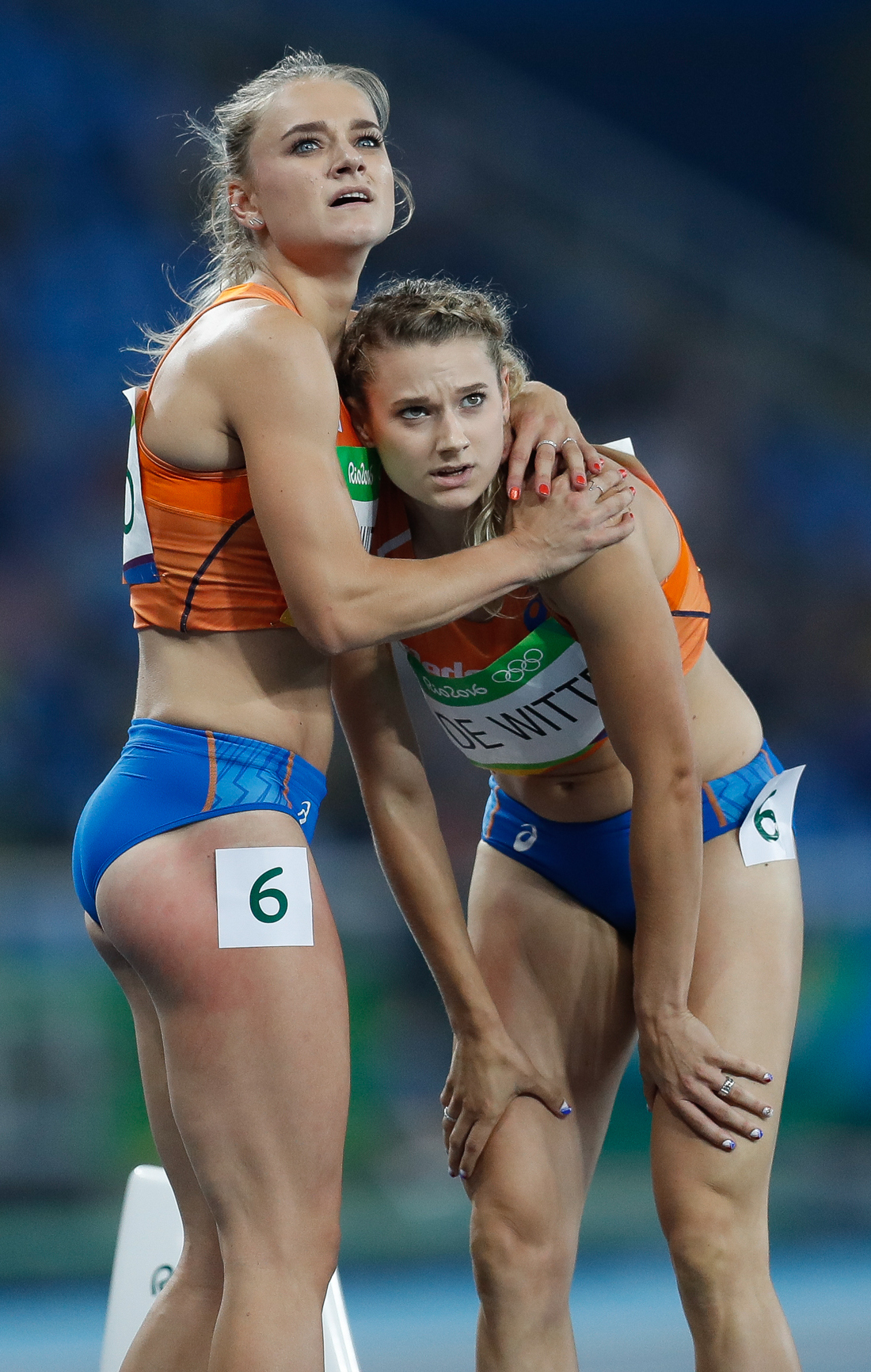
Laura en haar zus Lisanne de Witte tijdens de Olympische Spelen in Rio de Janeiro in 2016.

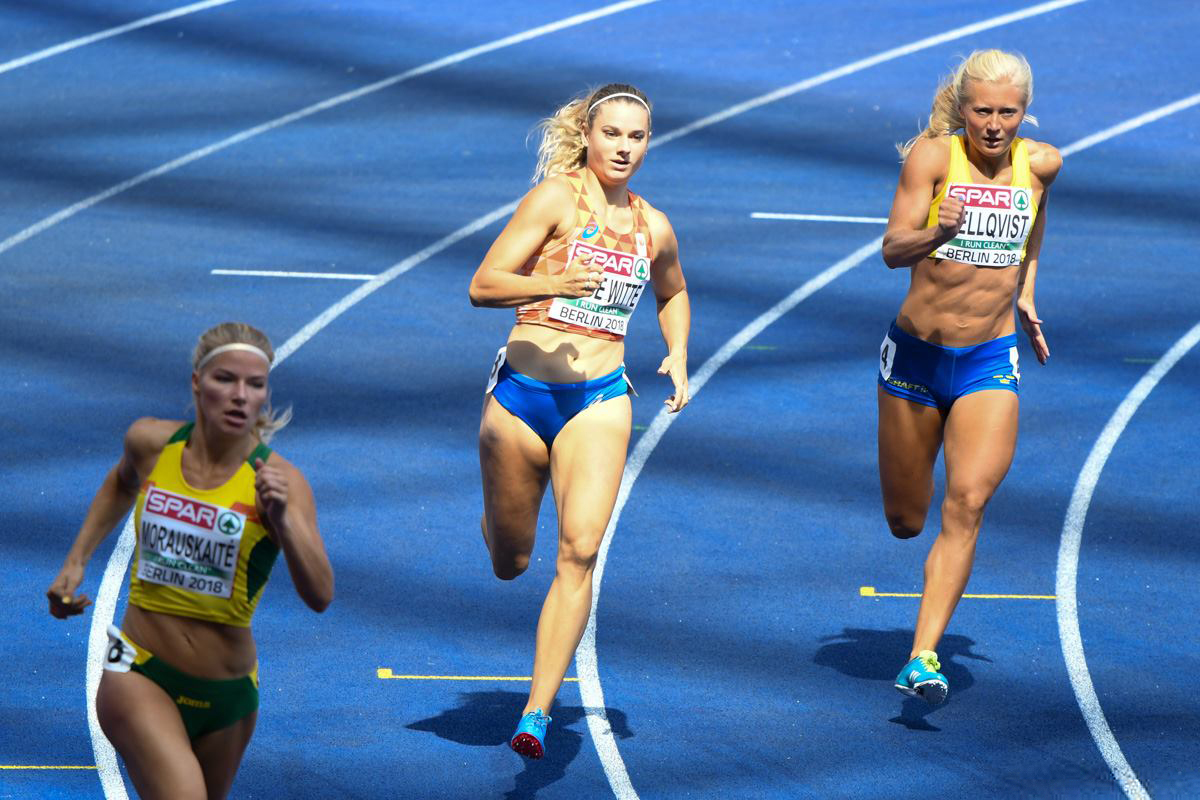
Laura de Witte (midden) in actie tijdens de EK van 2018.

Laura de Witte (Leek, 7 augustus 1995) is een Nederlandse voormalige atlete, die gespecialiseerd was in de sprint. Ze had van 2016 tot 2022 mede het Nederlands record in handen op de 4 × 400 m estafette. Ze nam tweemaal deel aan de Olympische Spelen, waar zij in 2021 in Tokio als lid van de 4 × 400 m estafetteploeg haar beste resultaat behaalde met een zesde plaats.

## Loopbaan

### Successen bij de junioren
De Witte doet aan atletiek sinds haar achtste. Dit leidde ertoe dat zij al in 2010, op haar veertiende(!), haar eerste medaille veroverde bij de Nederlandse jeugdkampioenschappen: bij de B-meisjes won ze brons op de 200 m. Het was de eerste van in totaal acht medailles die ze in haar jaren als junior op de NK’s in- en outdoor voor de jeugd zou veroveren, voornamelijk op de 200 m. Daaronder bevonden zich twee gouden: in 2013 werd zij kampioene op de 200 m bij de B-meisjes, in 2014 indoorkampioene op de 400 m bij de A-meisjes.

### Eerste medailles bij de senioren
Eenmaal opgenomen in de gelederen van de senioren zette De Witte haar jacht op NK-eremetaal op voortvarende wijze voort, al richtte zij zich hierbij vanaf nu vooral op de 400 m. Dit leidde in haar eerste seniorenjaar al gelijk tot een zilveren plak op de NK indoor en een bronzen op de  NK outdoor, waar zij na afloop samen met haar drie jaar oudere zuster Lisanne, die zilver had veroverd, op het ereplatform stond.

### Estafetterecords op EK en OS
De Witte, die tot dan nog nauwelijks internationale ervaring had opgedaan, kreeg alle kans in 2016. Allereerst op de Europese kampioenschappen in Amsterdam, waar zij deelnam aan de 200 m en de 4 × 400 m estafette. Op het individuele onderdeel werd ze in de halve finale uitgeschakeld, nadat zij eerder haar serie had gewonnen in de persoonlijke recordtijd van 23,23 s. Op de estafette verbeterde ze met haar teamgenotes Nicky van Leuveren, zus Lisanne en Eva Hovenkamp in de kwalificatieronde het Nederlandse record tot 3.29,18. Ruim drie seconden sneller dan het vorige record, dat uit 1998 stamde. In de finale behaalde de Nederlandse ploeg een zevende plaats met een tijd van 3.29,23. Hiermee kwalificeerde het team zich voor de Olympische Spelen in Rio de Janeiro. In de Braziliaanse stad werden Madiea Ghafoor, Lisanne de Witte, Nicky van Leuveren en Laura de Witte weliswaar in de serie uitgeschakeld, maar hun eindtijd van 3.26,98 betekende alweer een ruime verbetering van het eerder in Amsterdam gevestigde nationale record. Met deze prestaties had Laura de Witte definitief een plaats veroverd binnen de top van de Nederlandse atletiekwereld.

### Brons op EK U23
In 2017 ging De Witte van start met een vierde plaats op de 400 m tijdens de NK indoor in Apeldoorn. Het buitenseizoen begon zij daarna uitstekend door op de FBK Games in Hengelo op de 400 m vijfde te worden in 52,28, een ruime verbetering van haar PR van 52,70 uit 2016. Haar beste prestatie dat jaar leverde zij vervolgens bij de Europese kampioenschappen U23 in Bydgoszcz, waar zij in de finale brons veroverde in 52,51, nadat zij eerder in haar serie haar PR verder had aangescherpt tot 52,15, een Nederlands U23 record. Het leverde haar een plek op in de 4 × 400 m estafetteploeg voor de wereldkampioenschappen in Londen. Die wedstrijd eindigde echter in een deceptie, omdat de ploeg, met beide zusjes De Witte in de gelederen, na haar serie werd gediskwalificeerd na een onreglementaire wissel tussen startloopster Madiea Ghafoor en Lisanne de Witte.

### EK-debuut
Ook in 2018 begon het wedstrijdseizoen voor De Witte traditioneel met de NK indoor. De bronzen plak op de 400 m die haar dit opleverde was sinds haar begin als junior nu al de zevende NK-medaille die ze in acht jaar tijd op de Apeldoornse indoorbaan veroverde. Bovendien waren haar 400 metertijden de laatste drie NK-indooredities vrijwel aan elkaar gelijk (53,65, 53,76 en 53,63). Een toonbeeld van regelmaat. Het duurde vervolgens outdoor wel wat langer, voordat zij de 53-secondengrens doorbrak. Dat gebeurde deze keer op de NK in Utrecht in juni, waar zij op de 400 m derde werd in 52,90 achter winnares Madiea Ghafoor (51,84) en zus Lisanne (52,22); het was het beste 400-meterpodium ooit op een NK. Een week later benaderde zij bij een wedstrijd in het Zwitserse La Chaux-de-Fonds haar PR uit 2017 tot op een honderdste seconde door in haar serie tweede te worden in 52,16. Met deze prestatie kwalificeerde zij zich voor de Europese kampioenschappen in Berlijn. Om het succes van de familie De Witte compleet te maken verbeterde Lisanne bij deze wedstrijd in een andere serie het Nederlandse record, door als eerste de grens van 51 seconden te doorbreken en dit record op 50,96 te stellen. Op de EK in Berlijn werd Laura de Witte, een dag na haar 23e verjaardag, vierde in haar serie op de 400 m in 52,57, een goede tijd, maar net onvoldoende om als een van de tijdsnelsten door te gaan naar de halve finale.

### Moeizaam jaar
In 2019 kwam De Witte maar moeizaam op gang. Het liep niet zoals anders en toen ze op de NK indoor met een vierde plaats in 55,56 duidelijk achterbleef op haar prestaties in voorafgaande jaren, liet zij zich onderzoeken. Daar kwam uit, dat zij ergens rond de jaarwisseling een bacteriële infectie had opgelopen, die veel invloed had gehad op haar trainingen. Het duurde tot mei, voordat de gevolgen van de infectie waren bestreden. In mei was zij voldoende hersteld om deel uit te kunnen maken van de estafetteploeg die deelnam aan de World Athletics Relays in het Japanse Yokohama. Daar kwam zij uit in de series van de 4 x 400 m, waarin het Nederlandse team als vijfde eindigde. Dit was goed genoeg om uit te kunnen komen in de B-finale, die vervolgens door Nederland – nu met Lisanne in de ploeg die de plaats van haar zus had ingenomen – werd gewonnen. Het hele buitenseizoen kwam Laura de Witte echter niet in de buurt van haar prestaties in voorgaande jaren. Haar beste resultaat dat jaar was 53,77 op de Universiade in Napels, begin juli. Hiermee ‘redde’ zij haar uitzending naar de WK in Doha, maar daar kwam zij niet in actie.

### Corona verstoort wedstrijdplanning
In 2020 stonden zowel de EK in Parijs als de Olympische Spelen in Tokio op het programma. De Witte sloeg derhalve het indoorseizoen over om zich optimaal op deze belangrijke toernooien te kunnen voorbereiden. Kort na de NK indoor brak echter de coronapandemie uit en ging er wereldwijd een dikke streep door het geplande wedstrijdprogramma. Wat restte waren aan het eind van het outdoorseizoen enkele aangepaste wedstrijden zonder publiek, waaronder de NK in Utrecht op 29 en 30 augustus. Het was het enige toernooi waaraan De Witte deelnam. Nadat zij in de series met 53,53 de snelste tijd had neergezet, kon zij in de finale een dergelijke prestatie niet herhalen en bleef zij met 54,95 als vierde net buiten het erepodium. Het was de enige wedstrijd van importantie waaraan zij dat jaar deelnam.

### Overstap
Terugkijkend op haar prestaties in 2019 en 2020 overheerste bij De Witte een gevoel van teleurstelling. Ze was op de 400 m ver verwijderd gebleven van haar persoonlijk record uit 2017 en dat zat haar dwars. Dat de afronding van haar studie in 2019 en het gebrek aan wedstrijden vanwege de coronapandemie in 2020 daar ook een negatieve invloed op konden hebben gehad, liet zij buiten beschouwing. Ze vond dat zij aan iets nieuws toe was en besloot in september 2020 over te stappen naar Papendal en daar te gaan trainen bij Laurent Meuwly, de hoofdcoach van de 400-metergroep, bij wie ze al sinds maart wekelijks eenmaal samen met deze groep had getraind. De daar opgedane ervaringen waren dusdanig positief, dat De Witte besloot om per september 2020 definitief naar Papendal over te stappen. Zo kwam er een eind aan een periode van veertien jaar waarin zij bij Sven Ootjers had getraind, aanvankelijk een paar keer in de week en daarna elf jaar fulltime. Geen gemakkelijke beslissing, vond ze zelf, want in al die jaren was er een hechte band ontstaan. De Witte: "Onze samenwerking is al die tijd altijd super goed geweest." Met haar overstap hoopte zij te bereiken, dat deze zou leiden tot deelname aan haar tweede Olympische Spelen, die van Tokio, die vanwege de coronapandemie waren uitgesteld en in 2021 zouden plaatsvinden.

### Indoorseizoen 2021
In 2021 kwam het wedstrijdprogramma na de coronapandemie weer op gang, zij het nog zonder publiek en onder de nodige beperkingen. Het beloofde een interessant jaar te worden met zowel de Europese indoorkampioenschappen als de uitgestelde Spelen van Tokio op het programma. Gezien de prestatieve vooruitgang die verschillende Nederlandse 400 meterloopsters, waaronder Femke Bol en Lieke Klaver, hadden geboekt, gloorden er bovendien goede kansen op succes op de 4 x 400 m estafette. Daar wilde Laura de Witte ook graag bij betrokken worden. Zij had immers, samen met zus Lisanne, in 2016 aan de basis gestaan van de opkomst op dit estafetteonderdeel, waarop zij bovendien nog steeds mede-recordhoudster was. 
De Witte startte het jaar dus vroeg en kwam op 30 januari bij indoorwedstrijden in Wenen tot 24,33 op de 200 en 54,50 op de 400 m. Lieke Klaver en Femke Bol kwamen er echter ook in actie, waarbij Klaver eerst het nationale record op de 200 m uit 1988 van 23,34 bijstelde tot 23,17, om vervolgens ook op de 400 m het oude record uit 1988 van 51,82 te verbeteren tot 51,48. Dat record leefde niet lang, want in een volgende serie maakte Bol er zelfs 50,96 van, voor het eerst binnen de 51 seconden en de snelste tijd van een Europese atlete sinds 2013. Een week later liep zus Lisanne in Metz een 400 m in 52,82. Wilde Laura de Witte dus in aanmerking komen voor een plek in het nationale estafetteteam, dan was de eerste uitdaging om te proberen zich achter dit drietal te kwalificeren voor dit team voor de EK indoor in Toruń. Dit moest dan gebeuren op de NK indoor. Dat viel echter tegen. Er werd in Apeldoorn al in de series op de 400 m zo hard gelopen, dat De Wilde met haar 54,26 niet eens de finale haalde. Ze kwam een tiende seconde te kort. Ze kon dus weliswaar mee naar Toruń, maar slechts om haar wel geselecteerde zus Lisanne aan te moedigen. Die daar overigens op de 4 x 400 m, samen met Femke Bol, Lieke Klaver en Marit Dopheide naar het goud liep. Kortom, er diende nog veel te gebeuren, wilde De Witte kans maken op een plek in de olympische estafetteploeg later dat jaar.

### OS 2021: finaleplaats in recordtijd
Een eerste test waren begin mei de World Athletics Relays in het Poolse Chorzów, waar de gelegenheid zich voordeed om op de 4 x 400 m gemengde estafette wisselende bezettingen uit te proberen. Zo kwamen in de eerste ronde Nout Wardenburg, Femke Bol, Lieke Klaver en Tony van Diepen in actie, die hun serie wonnen in 3.18,04. Aangezien Bol, Klaver en Van Diepen daarna in de finales van de 4 x 400 m voor vrouwen respectievelijk mannen in actie moesten komen, bestond de ploeg voor de finale 4 x 4 00 m gemengd uit Nout Wardenburg, Eveline Saalberg, Laura de Witte en Terrence Agard. Dit viertal finishte als achtste in 3.21,02. Dat gaf Laura de Witte voor Tokio dus nog geen enkel houvast.
Aan het eind van die maand kwam De Witte op de IFAM Meeting in het Belgische Oordegem tot 53,82, enkele weken later bij een wedstrijd in Genève gevolgd door een tijd van 53,81. Er was dus sprake van een opwaartse lijn, maar nog onvoldoende om een serieuze kans te maken op een plek in de olympische selectie. Van haar estafetteoptreden tijdens het EK voor landenteams in Cluj-Napoca, Roemenië, een week later, werd zij ook al niet veel wijzer, want het Nederlandse team op de 4 x 400 m, waarvan De Witte deel uitmaakte, finishte daar als zesde in 3.34,41.
Bij de kort hierop volgende NK in Breda zette zij echter een forse stap in de goede richting door achter zus Lisanne op de 400 m tweede te worden in 53,38. Het bleek deze prestatie die haar niet alleen opname in de olympische selectie bezorgde, maar uiteindelijk ook een plaats in het team dat in Tokio op de 4 x 400 m in actie kwam. Want van de zeven voor dit onderdeel geselecteerde vrouwen had zij nu de op drie na snelste tijd achter haar naam staan. Dat gaf de doorslag bij de samenstelling van het viertal dat in Tokio de strijd met de concurrentie aanbond. Toen vervolgens in de series Lieke Klaver, Lisanne de Witte, Laura de Witte en Femke Bol zich in 3.24,01 – een verbetering van het Nederlandse record van de Spelen van Rio in 2016 met bijna drie seconden! – voor de finale plaatsten, stond de bezetting hiervoor ook gelijk vast. Daarin werd ditzelfde viertal zesde in 3.23,74, nog weer 0,25 seconden sneller dan de dag ervoor. Een historische prestatie van het Nederlandse kwartet. En een hoogtepunt in de carrière van Laura de Witte.
Dat het resultaat in Tokio geen plotselinge opwelling was geweest, bewees De Witte in de maand na de Spelen. Half augustus liet zij in La Chaux-de-Fonds haar beste jaartijden optekenen: 24,04 op de 200 en 52,89 op de 400 m, een week later in Bern gevolgd door een 400 m in 53,44, om het baanseizoen af te sluiten met een 400 m in 53,27 in Bellinzona. Vooral die 400 metertijd binnen de 53 seconden sprong eruit, want dat was haar sinds 2018 niet meer gelukt.
Al met al had haar overstap naar Papendal, een jaar eerder, zijn vruchten wel degelijk afgeworpen.

### EK 2022: estafettegoud
De Witte startte het indoorseizoen van 2022 op het niveau van het jaar ervoor. Voorafgaand aan de NK indoor liep zij in Apeldoorn een 400 m in 54,36, een tijd waarmee zij, net als in 2021, de 400 meterfinale op die NK indoor waarschijnlijk niet zou halen. Dat lukte dan ook niet. Ze kwam er tot 54,63. Een plaats in de estafetteploeg op de 4 x 400 m voor de WK indoor in Belgrado in maart zat er hierdoor niet in. Erg druk maakte De Witte zich daar niet om. Mits ze in het outdoorseizoen voldoende progressie zou laten zien, was zij vanwege haar estafetteresultaten in 2021 al verzekerd van een plaatsje in de estafetteselectie voor de twee grote toernooien van het baanseizoen: De WK in Eugene in juli en de EK in München in augustus.
In mei kwam de Witte bij haar eerste wedstrijden van het outdoorseizoen in België op de 400 m enkele keren onderin de 54 seconden uit. Daarna liep zij bij de FBK Games begin juni in matige weersomstandigheden een tijd van 54,07, een week later bij de CITIUS Meeting in Bern gevolgd door een goede 53,68. Vervolgens viel zij bij de NK in Apeldoorn met een vierde plaats net buiten het podium, maar haar plaats in de selectie voor de 4 x 400 m kwam niet in gevaar. Zij werd dus uitgezonden naar de WK in Eugene. Daar had ze echter de pech dat het viertal dat in de series in actie kwam, werd gediskwalificeerd vanwege een foute wissel tussen Lieke Klaver en debutante Cathelijn Peeters. Een eventueel aantreden in de finale was hierdoor dus uitgesloten.    Die teleurstelling werd een maand later echter meer dan goed gemaakt bij de EK in München, waar De Witte in de series van de 4 x 400 m samen met zus Lisanne, Andrea Bouma en Lieke Klaver met een overwinning in 3.25,84 voor het Nederlandse team een plaats in de finale zeker stelde. In die finale slaagden Eveline Saalberg, Lieke Klaver, Lisanne de Witte en Femke Bol erin om voor het eerst in de EK-historie voor Nederland de eindoverwinning in de wacht te slepen in een zeer sterke nationale recordtijd van 3.20,87. Goud dus voor dit viertal, plus voor de atletes die in de serie waren uitgekomen, Andrea Bouma en Laura de Witte. Kortom, voor laatstgenoemde een volgend hoogtepunt in haar carrière. Haar beste tijd op de individuele 400 m zette zij ten slotte helemaal aan het eind van het baanseizoen, begin september, neer in Groningen, waar zij een 400 m won in 53,31.

### Einde atletiekloopbaan
In 2025 kondigde De Witte aan dat zij had besloten om een punt achter haar atletiekcarrière te zetten. Als afscheidswedstrijd had zij gekozen voor deelname aan de 200 m op de NK in Hengelo. Helaas kon zij die wedstrijd niet uitlopen vanwege een hamstringblessure.  

### Club en studie
De Witte was aangesloten bij AV Trias in Heiloo en trainde daar van 2008 tot september 2020 in de trainingsgroep Topsport Trias, die onder leiding staat van Sven Ootjers. Sindsdien trainde zij tot september 2023 op Sportcentrum Papendal onder Laurent Meuwly. Ze is in 2019 afgestudeerd aan de HVA in Voeding en Diëtetiek.

## Internationale kampioenschappen
| Onderdeel | Titel              | Jaar |
| --------- | ------------------ | ---- |
| 4 x 400 m | Europees kampioene | 2022 |

## Persoonlijke records
Outdoor
| Onderdeel | Prestatie          | Datum        | Plaats    |
| --------- | ------------------ | ------------ | --------- |
| 100 m     | 11,88 s (+0,1 m/s) | 4 juni 2016  | Oordegem  |
| 200 m     | 23,23 s (+0,9 m/s) | 6 juli 2016  | Amsterdam |
| 300 m     | 36,88 s            | 7 mei 2016   | Lisse     |
| 400 m     | 52,15 s (NR U23)   | 14 juli 2017 | Bydgoszcz |

Indoor
| Onderdeel | Prestatie | Datum            | Plaats    |
| --------- | --------- | ---------------- | --------- |
| 200 m     | 24,13 s   | 6 februari 2016  | Apeldoorn |
| 300 m     | 39,01 s   | 25 januari 2020  | Boston    |
| 400 m     | 53,63 s   | 18 februari 2018 | Apeldoorn |

## Prestatieontwikkeling
| Jaar | 100 m | 200 m    | 400 m    |
| ---- | ----- | -------- | -------- |
| 2011 | 12,47 | 24,86    | 60,13(i) |
| 2012 | 12,28 | 24,42    | 59,03    |
| 2013 | 12,27 | 24,18    | 56,29(i) |
| 2014 | -     | 24,72(i) | 55,85    |
| 2015 | 12,19 | 23,89    | 53,41    |
| 2016 | 11,88 | 23,23    | 52,70    |
| 2017 | 11,78 | 23,45    | 52,15    |
| 2018 | -     | -        | 52,16    |
| 2019 | 12,12 | 24,43    | 53,77    |
| 2020 | -     | 24,72    | 53,53    |
| 2021 | 12,44 | 24,04    | 52,89    |
| 2022 | 12,26 | 24,47    | 53,31    |
| 2023 | -     | -        | 54,09    |
| 2024 | -     | -        | 56,00    |
| 2025 | -     | 25,02    | -        |

## Palmares

### 200 m
- 2011: ½ fin. EYOF - 25,10 s (in serie 24,86 s)
- 2013: 5e in serie EK U20 - 24,41 s
- 2016: ½ fin. EK - 23,38 s (in serie 23,23 s)
- 2025: DNF NK

### 400 m
- 2015:  NK indoor - 54,14 s
- 2015:  NK - 53,82 s
- 2016:  NK indoor - 53,65 s
- 2016:  NK - 53,47 s
- 2017: 4e NK indoor - 53,76 s
- 2017: 5e FBK Games - 52,28 s
- 2017:  EK U23 in Bydgoszcz - 52,51 s (in serie 52,15 s)
- 2018:  NK indoor - 53,63 s
- 2018: 8e FBK Games - 53,54 s
- 2018:  NK - 52,90 s
- 2018: 2e in serie wedstrijd in La Chaux-de-Fonds - 52,16 s[6]
- 2018: 4e in serie EK - 52,57 s
- 2019: 4e NK indoor - 55,56 s
- 2019: 4e in ½ fin. Universiade in Napels - 54,45 s (in serie 53,77 s)
- 2019: 7e NK - 54,91 s (in ½ fin. 54,65 s)
- 2020: 4e NK - 54,95 s (in serie 53,53 s)
- 2021:  NK - 53,38 s
- 2022: 5e FBK Games - 54,07 s
- 2022: 4e CITIUS Meeting Bern - 53,68 s
- 2022: 4e NK - 54,40 s (in ½ fin. 54,38 s)
- 2023: 8e NK - 54,67 s (in ½ fin. 54,23 s)

Diamond League-resultaten
- 2021:  CITIUS Meeting Bern - 53,44 s
- 2021: 5e Memorial Van Damme (nat. progr.) - 54,84 s

### 4 × 400 m
- 2016: 7e EK - 3.29,23 (kwal: 3.29,18 = NR)
- 2016: 6e in serie OS - 3.26,98 (NR)
- 2017: DQ in kwal. WK
- 2019:  B-fin. World Athletics Relays in Yokohama – 3.29,03[7]
- 2021: 6e EK voor landenteams in Cluj-Napoca – 3.34,41
- 2021: 6e OS - 3.23,74 (NR)
- 2022:  EK - 3.20,87 (NR)[8]

### 4 × 400 m gemengd
- 2021: 8e World Athletics Relays - 3.21,02

## Onderscheidingen
- Sportploeg van het jaar (4 × 400 m) - 2022

1 Madiea Ghafoor ·
2 Lisanne de Witte ·
3 Laura de Witte ·
4 Nicky van Leuveren ·
Eva Hovenkamp (reserve)